# Torrild
Torrild – miasto w Danii, w regionie Jutlandia Środkowa, w gminie Odder.